# 林﨑遼
林﨑 遼（はやしざき りょう、1988年6月12日 - ）は、兵庫県姫路市出身の元プロ野球選手（内野手）。右投右打。

## 経歴

### プロ入り前
中学生時代は投手としてプレーし、全国大会での優勝経験がある。
東洋大姫路高校では1年生の春にレギュラーを獲得。3年生の時、夏の甲子園・全国大会では全3試合に3番・遊撃手として先発出場し、12打数6安打、2本塁打、5打点、打率.500の成績で、準々決勝の駒澤大学苫小牧戦では、田中将大から2点本塁打を含む3安打を放った。
東洋大学3年生の時、東都大学野球・春季リーグで11試合に出場し43打数14安打、1本塁打、12打点、打率.326の成績で、二塁手のベストナインに選ばれた。7月に行われた第37回日米大学野球選手権大会の日本代表メンバーに選ばれ、全5試合に出場したが13打数無安打だった。4年生時の春季リーグでは12試合に出場し44打数13安打、1本塁打、4打点、打率.295の成績で遊撃手のベストナインに選ばれた。7,8月に開催された第5回世界大学野球選手権大会の日本代表メンバーに選ばれたが、右肘痛の為に辞退した。東都大学リーグ通算成績は91試合に出場、285打数69安打、8本塁打、打率.242。
2010年のプロ野球ドラフト会議で、埼玉西武ライオンズに5巡目で指名。契約金3,500万円、年俸1,000万円（金額は推定）という条件で入団した。背番号は00。ちなみに、この会議での指名を経て日本ハムに入団した乾真大は、高校・大学時代のチームメイトだった。

### 西武時代
2011年には、7月19日の対福岡ソフトバンクホークス戦（福岡Yahoo! JAPANドーム）の8回表に代打で一軍デビュー。翌20日の同カードでは、「9番・二塁手」としてスタメンに起用された。しかし、一軍公式戦への出場はこの2試合のみで、3打数無安打に終わった。その一方で、イースタン・リーグ公式戦には67試合に出場。打率.236、2本塁打、21打点という成績を残した。
2012年には、一軍公式戦5試合に出場。代走で1得点を記録したが、打席に立つ機会はなかった。イースタン・リーグ公式戦では、チーム最多の101試合に出場。打率.258、5本塁打、35打点を記録したほか、内野の全ポジションを守った。なお、シーズン終了後には、背番号を45に変更することが球団から発表された。
2013年は、「2番・二塁手」としてスタメンで出場した6月21日の対オリックス・バファローズ戦（西武ドーム）で一軍初安打を放つと、7月4日の同カード（京セラドーム大阪）では、中前への適時打で一軍初打点を挙げた。レギュラーシーズンでは、一軍公式戦で自己最多の31試合に出場。シーズン終了後の12月24日には、自身と同じ年齢の一般女性と結婚した。
2014年は、4月17日の対千葉ロッテマリーンズ戦（西武ドーム）で、シーズン初の一軍公式戦出場。「9番・遊撃手」としてスタメンで起用されたが、1回表の守備で打球を捕ろうと飛び込んだ際に左肩を痛めたため、1打席も立たずに交代した。その後の診断で脱臼が判明したが、夏場に一軍へ復帰すると、レギュラーシーズン通算で17試合に出場。打席数（38）、安打数（10）、得点（5）、犠打数（2）で自己最多記録を残したほか、2本の二塁打を放った。シーズン終了後の10月に左肩の手術を受けたため、患部のリハビリへ専念することを目的に、同月29日に球団から支配下選手契約の解除を通告。11月11日には、育成選手として契約したことや、背番号を120に変更することが球団から発表された。
2015年は、6月1日付で支配下登録選手に復帰し、背番号を45に変更。イースタン・リーグ公式戦では、93試合の出場で、打率.271、1本塁打、16打点という成績を残した。しかし、復帰後は一軍公式戦への出場機会がなく、10月2日に球団から戦力外通告を受けた。

### 西武退団後
2015年11月10日に、12球団合同トライアウト（草薙球場）へ参加。7人の投手に対して、6打数2安打（1二塁打）1四球という結果を残した。しかし、他球団への移籍に至らず、独立リーグや社会人野球チームからの誘いもあったが、現役引退を決断した。
2016年2月、自身と同時に西武から戦力外を通告された梅田尚通・前川恭兵と共に、株式会社トラバース（かつてのチームメイトだったG.G.佐藤の実父が経営する測量会社）へ入社した。地盤改良の業務に就く。同社の軟式野球部にも参加しており、内野手として4番を張っている。また、投手としても多く起用されており、2019年の高松宮賜杯全日本軟式野球大会2部千葉県大会では1回戦から決勝戦までの全5戦に登板し、2回戦からは決勝戦までは1人で投げ抜く奮闘ぶりを見せている。

## 人物
家族は妻と1女。

## 詳細情報

### 年度別打撃成績
| 年 度     | 球 団     | 試 合 | 打 席 | 打 数 | 得 点 | 安 打 | 二 塁 打 | 三 塁 打 | 本 塁 打 | 塁 打 | 打 点 | 盗 塁 | 盗 塁 死 | 犠 打 | 犠 飛 | 四 球 | 敬 遠 | 死 球 | 三 振 | 併 殺 打 | 打 率 | 出 塁 率 | 長 打 率 | O P S |
| --------- | --------- | ----- | ----- | ----- | ----- | ----- | -------- | -------- | -------- | ----- | ----- | ----- | -------- | ----- | ----- | ----- | ----- | ----- | ----- | -------- | ----- | -------- | -------- | ----- |
| 2011      | 西武      | 2     | 3     | 3     | 0     | 0     | 0        | 0        | 0        | 0     | 0     | 0     | 0        | 0     | 0     | 0     | 0     | 0     | 0     | 0        | .000  | .000     | .000     | .000  |
| 2012      | 西武      | 5     | 0     | 0     | 1     | 0     | 0        | 0        | 0        | 0     | 0     | 0     | 0        | 0     | 0     | 0     | 0     | 0     | 0     | 0        | .---  | .---     | .---     | .---  |
| 2013      | 西武      | 31    | 36    | 33    | 4     | 5     | 0        | 0        | 0        | 5     | 1     | 0     | 0        | 1     | 0     | 2     | 0     | 0     | 12    | 0        | .152  | .200     | .152     | .352  |
| 2014      | 西武      | 17    | 44    | 38    | 5     | 10    | 2        | 0        | 0        | 12    | 1     | 0     | 1        | 2     | 0     | 4     | 0     | 0     | 6     | 1        | .263  | .333     | .316     | .649  |
| 通算：4年 | 通算：4年 | 55    | 83    | 74    | 10    | 15    | 2        | 0        | 0        | 17    | 2     | 0     | 1        | 3     | 0     | 6     | 0     | 0     | 18    | 1        | .203  | .263     | .230     | .492  |

### 年度別守備成績
| 年 度 | 球 団 | 二塁  | 二塁  | 二塁  | 二塁  | 二塁  | 二塁     | 三塁  | 三塁  | 三塁  | 三塁  | 三塁  | 三塁     | 遊撃  | 遊撃  | 遊撃  | 遊撃  | 遊撃  | 遊撃     |
| 年 度 | 球 団 | 試 合 | 刺 殺 | 補 殺 | 失 策 | 併 殺 | 守 備 率 | 試 合 | 刺 殺 | 補 殺 | 失 策 | 併 殺 | 守 備 率 | 試 合 | 刺 殺 | 補 殺 | 失 策 | 併 殺 | 守 備 率 |
| ----- | ----- | ----- | ----- | ----- | ----- | ----- | -------- | ----- | ----- | ----- | ----- | ----- | -------- | ----- | ----- | ----- | ----- | ----- | -------- |
| 2011  | 西武  | 2     | 4     | 3     | 0     | 3     | 1.000    | -     | -     | -     | -     | -     | -        | -     | -     | -     | -     | -     | -        |
| 2012  | 西武  | -     | -     | -     | -     | -     | -        | 2     | 0     | 0     | 0     | 0     | .000     | 3     | 2     | 0     | 1     | 0     | .667     |
| 2013  | 西武  | 13    | 15    | 16    | 1     | 2     | .969     | 10    | 3     | 2     | 1     | 0     | .833     | 7     | 3     | 2     | 0     | 1     | 1.000    |
| 2014  | 西武  | 10    | 21    | 34    | 2     | 3     | .965     | 4     | 0     | 6     | 1     | 1     | .857     | 2     | 2     | 2     | 1     | 0     | .800     |
| 通算  | 通算  | 25    | 40    | 53    | 3     | 8     | .968     | 16    | 3     | 8     | 2     | 1     | .846     | 12    | 7     | 4     | 2     | 1     | .846     |

### 記録
- 初出場：2011年7月19日、対福岡ソフトバンクホークス10回戦（福岡Yahoo! JAPANドーム）、8回表に原拓也の代打として出場
- 初打席：同上、8回表に金澤健人から右飛
- 初先発出場：2011年7月20日、対福岡ソフトバンクホークス11回戦（福岡Yahoo! JAPANドーム）、9番・二塁手として先発出場
- 初安打：2013年6月21日、対オリックス・バファローズ7回戦（西武ドーム）、3回裏にアレッサンドロ・マエストリから中前安打
- 初打点：2013年7月4日、対オリックス・バファローズ12回戦（京セラドーム大阪）、2回表に海田智行から中前適時打

### 背番号
- 00 （2011年 - 2012年）
- 45 （2013年 - 2014年、2015年6月1日 - 同年終了）
- 120 （2015年2月1日 - 2015年5月31日）